# فولتا البرتغال 2015

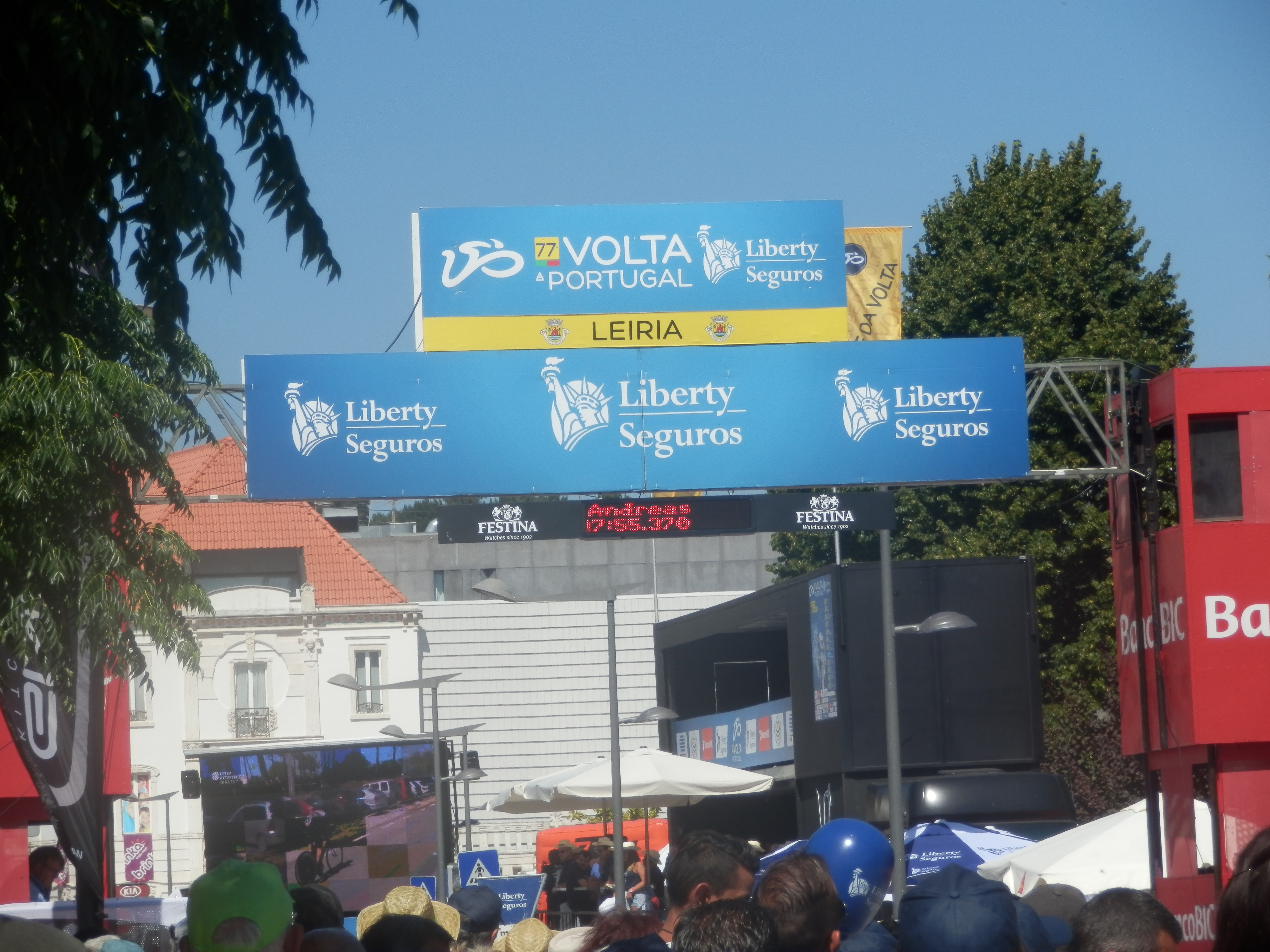

فولتا البرتغال 2015 (بالبرتغالية: Volta a Portugal de 2015) هو سباق دراجات هوائية، وهو الموسم رقم 77 من نفس السباق، وأقيم خلال الفترة 29 يوليو 2015، وحتى 9 أغسطس 2015، وامتدّ لمسافة 1550.7 كيلومتر، وهو أحد سباقات طواف أوروبا للدراجات 2015، وهو من نوع سباق المرحلة، وقد شارك في السباق 137 متسابقاً ووصل إلى نهايته 107 متسابقاً.
فاز فيه بالمركز الأول غوستافو سيزار، وبالمركز الثاني جوني برانداو، وبالمركز الثالث اليخاندرو مارك، والفريق الفائز في ترتيب الفرق W52-Quinta da Lixa 2015.

## الفرق
| فريق قاري محترف- كاجا رورال-سيغوروس 2015 ‏ فرق قارية (15)- Movistar Ecuador ‏ - Anicolor / Tien 21 ‏ - Team Idea 2010 ASD ‏ - ISD–Jorbi ‏ - Delta Cycling Rotterdam ‏ - Team Lotto–Kern Haus ‏ - Credibom–LA Alumínios–Marcos Car ‏ - Lokosphinx ‏ - Louletano Desportos Clube (cycling) ‏ - Parkhotel Valkenburg CT ‏ - Rádio Popular–Paredes–Boavista ‏ - 0711 Cycling ‏ - AP Hotels & Resorts–Tavira–SC Farense ‏ - فيرانداس ويلمز 2015 ‏ - W52–FC Porto ‏ |  |
| |  |

## الفائزون
| الترتيب    | الفائز                 |
| ---------- | ---------------------- |
| الفائز     | غوستافو سيزار          |
| الثاني     | جوني برانداو           |
| الثالث     | اليخاندرو مارك         |
| حسب النقاط | غوستافو سيزار          |
| تسلق الجبل | Bruno Silva (cyclist) ‏ |
| أفضل شاب   | Alexey Rybalkin ‏       |
| مجموعة     | غوستافو سيزار          |
| الفريق     | W52-Quinta da Lixa     |

## وصلات خارجية
- الموقع الرسمي
- فولتا البرتغال 2015 على موقع إحصائيات الدراجات الإحترافية (الإنجليزية)